# Spam (品牌)

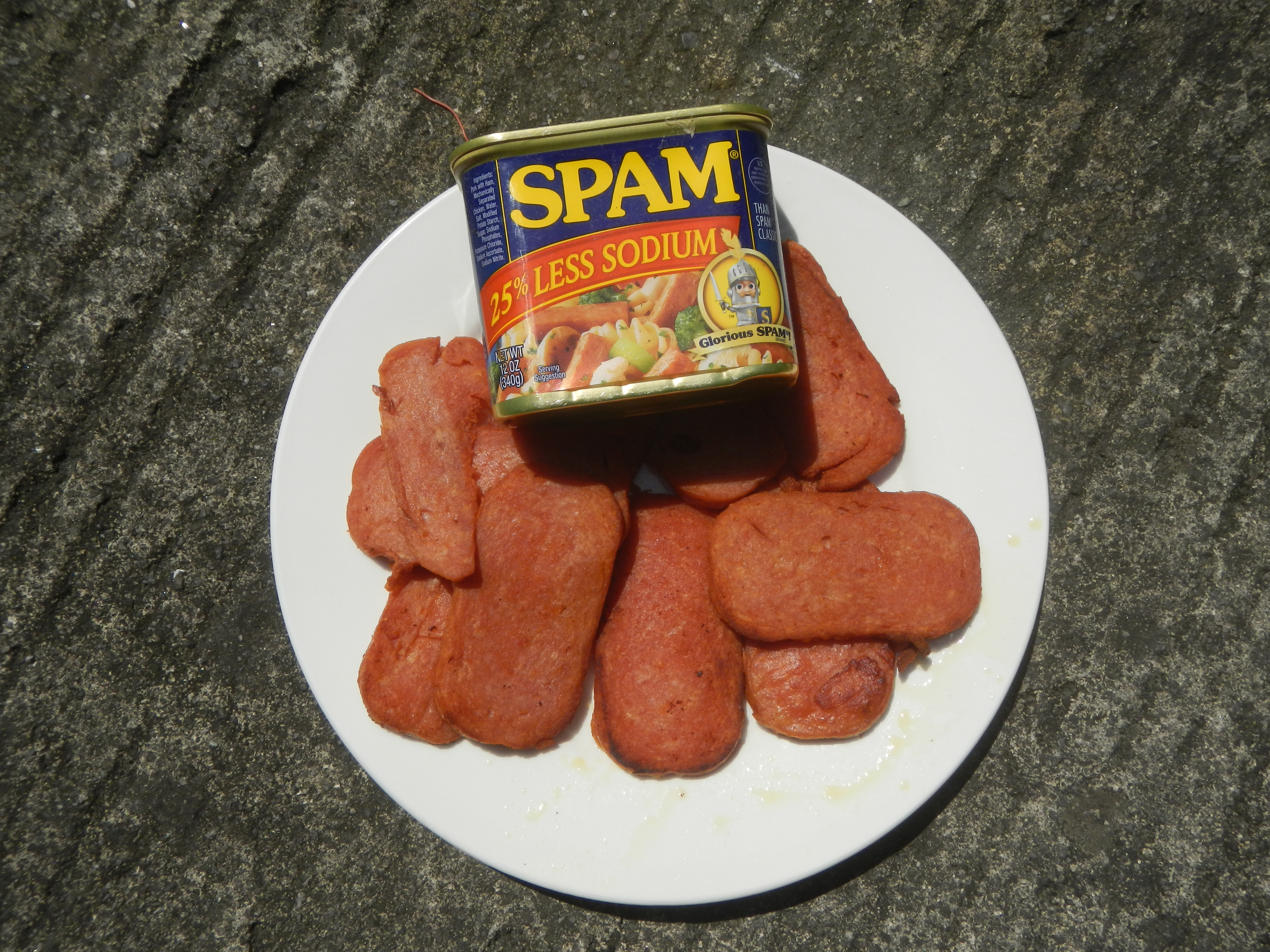
Spam午餐肉

Spam（中國大陸：世棒；台灣：好味餐）是荷美爾生产的熟豬肉和雞肉罐裝食品品牌。它由荷美尔于1937年推出，并在第二次世界大战后推廣至全世界，午餐肉这一品类也随之产生。截至2003年，Spam已在六大洲的41个国家/地区销售，并在100多个国家/地区注册了商标。
Spam罐裝食品裡面主要是上肩肉和火腿以及盐、水、馬鈴薯澱粉、糖和亚硝酸钠（防腐剂）。由於Spam罐裝食品裡面有高含量的脂肪、钠和防腐剂，许多人建議不宜過多食用Spam。
位於美國明尼蘇達州的午餐肉博物館專門介紹Spam的歷史。

## 轶事
垃圾邮件的英語和午餐肉同為「Spam」。語源來自英國搞笑節目《蒙提·派森》中以午餐肉為題的搞笑短劇，說一間餐廳供應的餐點全是午餐肉，而且還有一群維京人打扮的食客唱著不斷重覆「Spam」這歌詞的讚歌，令人煩厭。

## 外部鏈接
- 官方网站 – United States
- Collection of mid-twentieth century advertising featuring Spam from The TJS Labs Gallery of Graphic Design.